# Institut français de Florence
L'Institut français de Florence est un établissement situé Palazzo Lenzi dans le centre historique de Florence (Italie) dont la mission est d'entretenir des relations culturelles et linguistiques entre la France et l'Italie. Fondé en 1907, il est le plus ancien des instituts français dans le monde. Intégré au réseau culturel de la diplomatie française en Italie et dépendant du ministère des Affaires étrangères français, il a pour nom officiel Institut français Firenze depuis 2012.

## Histoire
Si le projet est né au tout début du XXe siècle, c’est le 9 novembre 1907 qu’est fondé l’Institut Français de Florence, par délibération du Conseil de l’Université de Grenoble. Il ouvre ses portes au public le 27 avril 1908 – date anniversaire du Gouvernement provisoire de Toscane. Il se trouve alors au 1er étage du Palazzo Fenzi, au 10 rue San Gallo, siège actuel du Département SAGAS de l’Université de Florence. En 1912, l’Institut est définitivement transféré dans le Palazzo Lenzi, au 2 Piazza Ognissanti (à ce moment-là Piazza Daniele Manin),. L’initiateur de ce projet est Julien Luchaire. Né à Bordeaux le 15 août 1876, il devient professeur de langue et culture italienne à l’Université de Grenoble en 1906. Il dirige l’Institut depuis sa fondation jusqu’à la Première Guerre mondiale, quand il est contraint de renoncer à cette fonction lors de la crise de l’après-guerre.

« Je me mis à rêver d’une maison, construite en pleine terre italienne, ouverte à la fois à nos jeunes Français et à leurs pareils Italiens, où ils travailleraient ensemble, se connaîtraient, nourriraient entre eux des liens qui s’étendraient aux familles, à la société de la ville. Notre aristocratique École Archéologique à Rome ne m’en donnait pas le modèle, ni celle d’Athènes : c’étaient de muets laboratoires scientifiques. Dans la maison que je rêvais on enseignerait, français aux Italiens, italien aux Français; chacun apporterait au voisin sa propre langue, et la pensée de son pays, De cette collaboration naîtrait une meilleure compréhension mutuelle. »

— Julien Luchaire, Confession d’un Français moyen

### De la fondation à la Première Guerre mondiale (1907-1914)

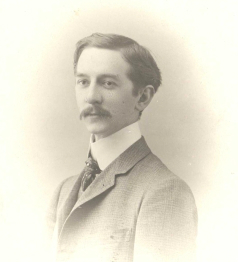
Julien Luchaire à Florence en 1906.

L’institut culturel français, le premier dans le monde est donc fondé à Florence par Julien Luchaire. Professeur à Grenoble, il réussit à construire puis à valoriser d’étroites collaborations aussi bien avec l’Université de Florence, qu’avec le Cabinet Scientifique Littéraire G.P. Viesseux, les associations culturelles, les réseaux d’intellectuels et de politiques actifs dans la ville toscane, qui participent du reste pour une large part à son financement au cours des deux premières années,. Il faut attendre les années 1910 pour que le gouvernement français (Ministères de l’Instruction Publique et des Affaires Étrangères) finance de façon plus importante l’Institut, géré ensuite directement par la direction de l’Université de Grenoble jusqu’aux années qui ont suivi la Grande Guerre. Il passe ensuite sous l’égide du Ministère des Affaires étrangères, par l’intermédiaire de l’Ambassade de France.
Le premier institut culturel français au monde ouvre donc ses portes à Florence, et le choix de cette ville est tout sauf un hasard. C’est d’abord la ville de Dante, Boccace et Pétrarque, donc la capitale de la langue italienne et du royaume d’Italie (1865-1870). Mais c’est surtout la « ville la plus artigiana d’Italie », l’épicentre des « athéniens d’Italie ». Elle est l’étape indispensable du Grand Tour des jeunes nobles européens et des intellectuels de la société de l’Ancien Régime ; elle est ainsi le siège du Cabinet Littéraire Scientifique Vieusseux depuis 1819 (véritable modèle et référence pour Luchaire), et du Kunsthistorisches Institut depuis 1897 (l’institut allemand rival de l’institut français). La ville est aussi un centre en pleine effervescence de formation et de diffusion des nouveaux mouvements intellectuels du début du XXe siècle et des revues d’avant-garde. Située entre Rome et Milan, Florence est le lieu stratégique pour développer une « diplomatie culturelle » qui puisse rivaliser avec la présence allemande et mettre à mal les rapports entre l’Italie et l’Allemagne, au moment où se développent les tensions internationales, où les rapports diplomatiques entre la France et l’Italie sont en crise, à la suite des tentatives d’exclure le royaume d’Italie de l’alliance avec les Empires centraux (le Pacte de la Triple Alliance entre l’Allemagne, l’Autriche-Hongrie et l’Italie a été signé en 1882 à Vienne et se voit consolidé plusieurs fois jusqu’à 1912).

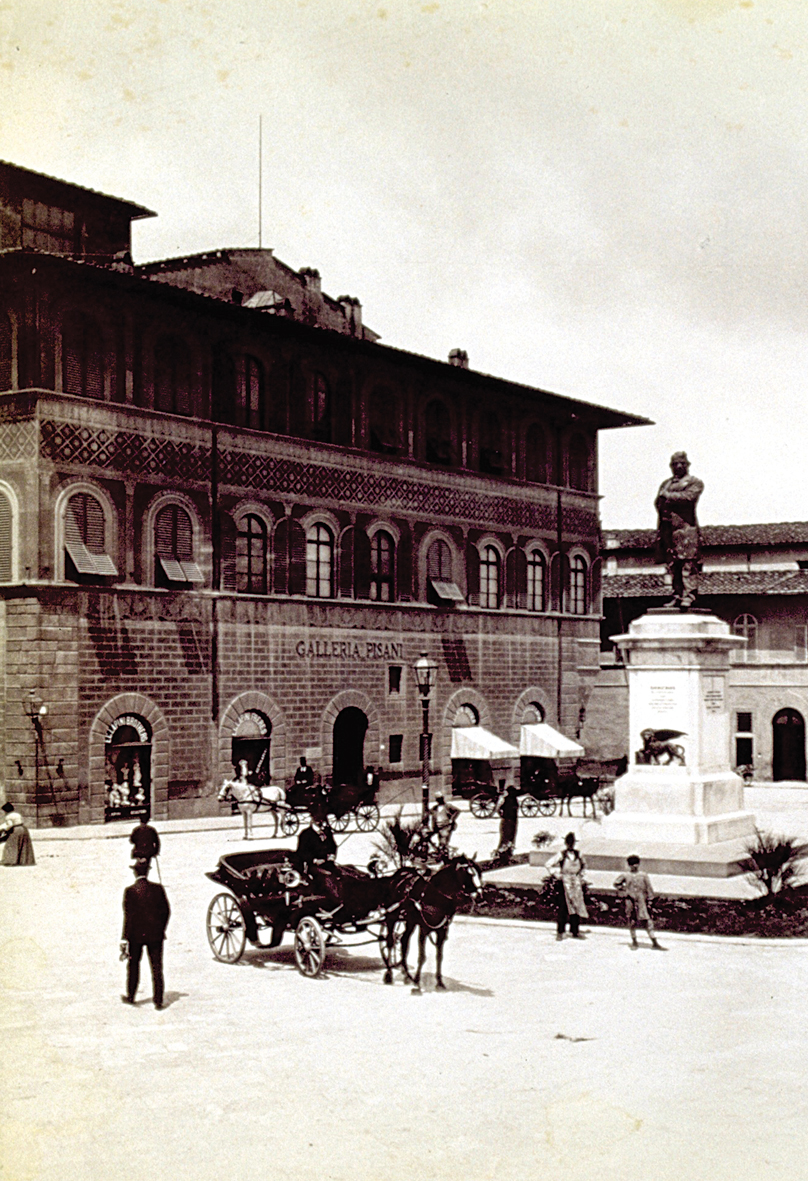
Le Palazzo Lenzi en 1912, place Ognissanti (alors place Daniele Manin).

Il s’agit donc d’une tentative pionnière de politique diplomatique à travers la culture, la langue, l’échange et la confrontation intellectuelle, avec aux manettes un homme comme Luchaire – ce n’est pas un hasard si pendant l’entre-deux-guerres il joue un rôle important dans la Commission internationale de coopération intellectuelle dans la Société des Nations puis dans des organismes annonçant la future UNESCO, comme l’Institut International de Coopération Intellectuelle. Ainsi, des représentants de la culture et de la politique à Florence (par exemple Paul Sabatier, Pio Rajna, Guido Mazzoni, Pasquale Villari, Robert Davidsohn) participent à l’inauguration, et des proches du directeur sont très actifs à l’institut pendant les premières années : Giovanni Papini, Giuseppe Prezzolini et surtout Gaetano Salvemini, qui a épousé en 1916 celle qui sera la première ex-femme de Julien Luchaire, Fernande Dauriac (1877-1954), la mère de Jean Luchaire et de Marguerite Luchaire,,,.

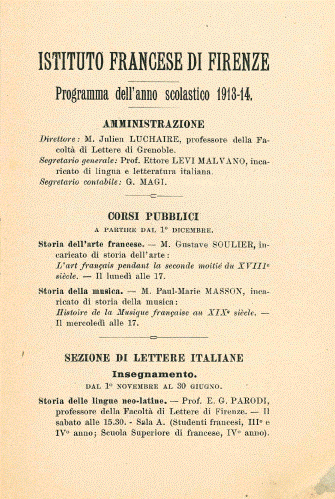
Page de garde du programme de l'année scolaire 1913-1914.

L’institut naît d’abord comme une annexe de l’Université de Grenoble : il dispense un enseignement de la langue italienne pour les étudiants français, et de la langue française pour les étudiants italiens. Il prépare aux concours universitaires consacrés à l’enseignement (Agrégation d’italien). Par la suite, d’autres sections d’Histoire de l’art et de musique sont ouvertes (le Département de musique est dirigé par Romain Rolland de 1909 à 1914). Ce qui remporte le plus de succès public est l’enseignement du français pour les Italiens qui veulent obtenir un diplôme reconnu par l’État italien. Parallèlement, le projet qui s’est développé le plus par la suite est la constitution progressive d’une bibliothèque, unique en son genre à Florence, et d’une remarquable qualité au niveau international, au point d’être appelée en 1958 « la bibliothèque la plus importante pour des études françaises en Italie ». C’est ainsi que se dessine « une vraie stratégie culturelle » au sein de la politique culturelle et de la diplomatie française.
En l’espace de quelques années, l’institut multiplie les initiatives qui ne s’adressent pas uniquement aux milieux universitaires, mais à tous les habitants de Florence. Conférences, ouverture d’un bureau d’informations et d’échanges (dirigé par Benjamin Crémieux entre 1911 et 1913), création d’une section pour les études économiques et juridiques, débats avec des auteurs italiens et français, publications et même périodiques : ce ne sont là que quelques exemples qui contribuent à faire de l’institut un lieu de référence pour la culture et la politique de la France en Italie, le tout grâce à des subventions conséquentes désormais allouées par le Ministère des Affaires Étrangères. Le succès est tel que l’institut devient une sorte de modèle pour des organismes culturels comme le British Institute of Florence (1917),.

### Les années de la Grande Guerre (1914-1918)
« 1914… Rappeler les anciens souvenirs d’un temps de haine et de massacre, quand la mémoire est encore obsédée de pareils souvenirs récents et l’imagination hantée des visions d’un avenir peut-être plus sanglant… Courage. J’ai été alors de ceux qui ont cru que se préparait une liquidation générale dont ils acceptaient qu'elle se fît dans le sang et la misère, parce qu’elle serait définitive. J’ai été de ces millions d’ingénus. Et j’étais historien ! Quelle excuse pour les autres. Le thème de la « Der des Ders » s’est peut-être développé dans ma tête avec des variations un peu plus subtiles que dans celles des paysans et des ouvriers français qui partaient en criant : “A Berlin ! ». Je n’en suis même pas sûr. Pendant ces quatre ans, l’esprit critique s’est affaibli et moi comme en la plupart de ceux qui faisaient auparavant profession d’être intelligents. Je ne me suis même pas demandé si mon pays n’avait pas une part de responsabilité dans la catastrophe. »

— Julien Luchaire, Confession d’un Français moyen

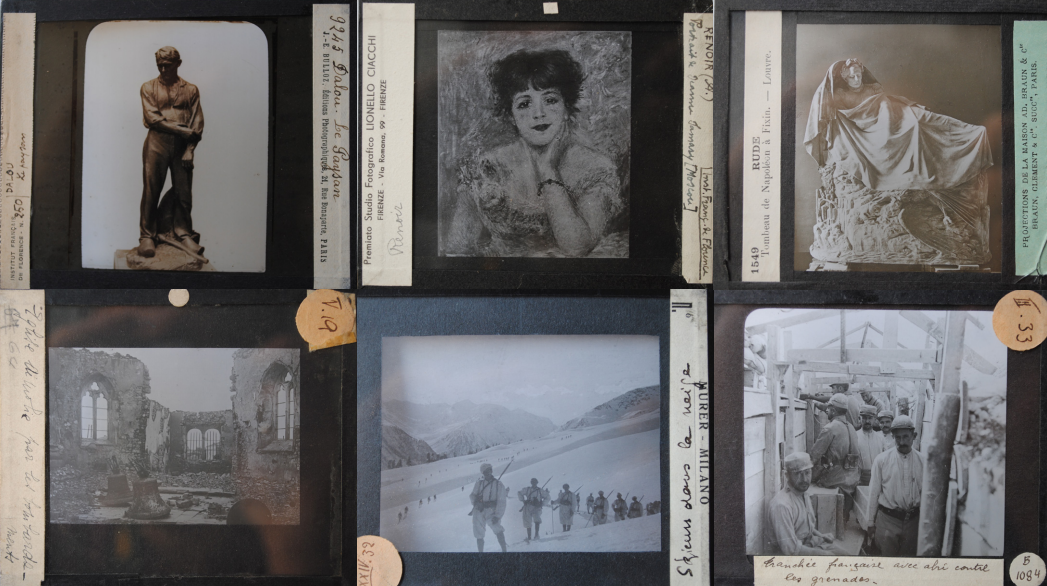
Art en haut et guerre en bas, six exemples de plaques photographiques du fonds de l'Institut (1907-1919).

Lors du premier conflit mondial, tandis que le royaume d’Italie choisit la neutralité, l’institut devient un centre très actif de propagande pour l’intervention italienne dans la guerre, aux côtés de l’Entente contre les Empires centraux. Luchaire organise et anime des cycles de conférences dans de nombreuses villes italiennes. Il utilise à cette occasion des techniques modernes de communication – déjà expérimentées en pédagogie – comme les plaques photographiques sur verre conservées dans les Archives de l’institut : des centaines d’images visant à montrer l’horreur de la guerre allemande et la proximité historique et culturelle des « sœurs latines » ,,, l’Italie et la France, qui auraient dû combattre main dans la main contre la « barbarie » de la kultur allemande. Le propos est également soutenu par des arguments de type racial,. À cette époque, Luchaire valorise ses contacts avec les milieux de la culture italienne favorables à l’interventionnisme ; des hommes comme Benito Mussolini participent à ses réunions (ce même Mussolini à qui, d’après ses mémoires, Luchaire fournit des financements) .  En 1915 il crée une « maison du soldat », Ricreatorio franco-italiano per i soldati, en réquisitionnant le rez-de-chaussée du palais Lenzi. Il fonde également une antenne de l’institut à Milan, une des capitales de l’interventionnisme italien, pour coordonner ces actions de propagande.

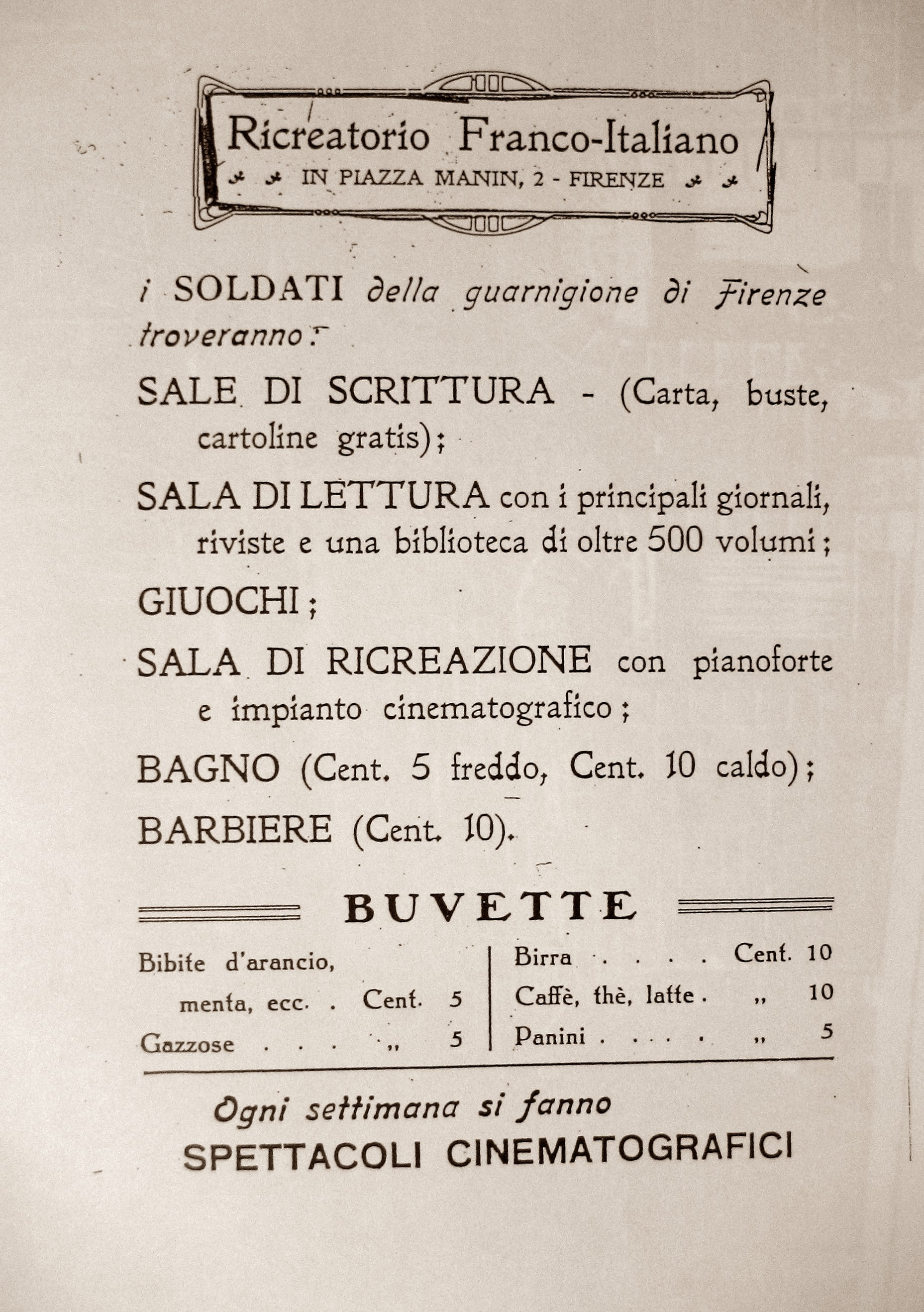
Affiche de la Maison du soldat - Ricreatorio franco-italiano per i soldati - 1915.

En 1916, les enfants de ces interventionnistes fondent la Ligue latine de la jeunesse, animée par Jean Luchaire et Leo Ferrero, fils de Guglielmo, impliquant de jeunes élèves des lycées florentins comme Alessandro Pavolini, Nello Rosselli, Pier Filippo Gomez ou Franco Passigli, ainsi qu’un grand nombre de lycéennes,.
L'Institut et Julien Luchaire sont également à l'origine de la création en 1919 de l'Institut français de Naples par Paul-Marie Masson, qui débuta en 1918 avec de simples des cours de langue et de littérature françaises donnés pendant les vacances par deux professeurs non mobilisés de l'Institut français de Florence,.

### La crise de l’après-guerre et le fascisme (1919-1939)
Après la guerre, en 1919, de nouvelles tensions internationales apparaissent, même entre les pays vainqueurs du conflit ; les diplomaties italienne et française s’affrontent sur la question des frontières en mer Adriatique et la répartition des conquêtes coloniales. Le front interventionniste italien se divise et Luchaire commence à être mal vu, attaché aussi bien à l’interventionnisme nationaliste, fortement implanté à Florence, qu’au Ministère des Affaires Etrangères de Paris et à l’ambassadeur de France Camille Barrère. Ceux-ci décident de reprendre le monopole des relations diplomatiques. À l’époque en effet, les temps ne sont plus à « l’interventionnisme de gauche », c’est plutôt l’idée d’une « victoire mutilée » qui s’affirme, au moment où la péninsule italienne est traversée de tumultes et de mouvements sociaux animés par les classes populaires et les anciens combattants,.
Pendant les derniers mois de l’année 1919, Luchaire est de moins en moins présent à Florence, la direction passe de fait aux mains de Gustave Soulier en qualité de directeur adjoint. Il est officiellement nommé directeur de l’IFF en 1920. La même année, Luchaire est définitivement éloigné de l’IFF et poursuit sa carrière en France, dans le domaine des organismes culturels dans la toute nouvelle Société des Nations ; il est nommé délégué auprès du ministre des Colonies puis chef de cabinet du ministre de l’Instruction publique. Il joue ainsi un rôle certain, entre les deux guerres, dans la construction et la direction des instituts qui annoncent la future création de l’UNESCO.
La période du fascisme est difficile pour l’institut, dirigé de 1921 à 1938 par l’historien de l’art Henri Graillot (1868-1949) puis par l’italianiste de l’Université de Grenoble Pierre Ronzy (1883-1976). Il est membre de l’Académie de la Crusca – équivalent de l’Académie Française en Italie – et des Lyncéens – son pendant scientifique. Il dirige l’institut de la veille de la Seconde Guerre mondiale jusqu’en 1954. Les activités et les initiatives publiques perdent la connotation politique qu’elles ont eue dès la fondation, de même le travail des directeurs et des professeurs sur les cours et les événements strictement culturels ; pourtant, dans les années 1920 et 30, certains représentants de l’institut et le personnel de direction subissent différentes attaques de la part du fascisme florentin,.

### De la fermeture à la renaissance (1940-1944)
À la suite de l’éclatement de la Seconde Guerre mondiale et à l’attaque italienne contre la France, les autorités fascistes mettent sous séquestre l’institut. L’IFF est contraint de fermer ses portes et de « mettre en veille » ses activités – qui ne reprendront qu’en août 1944, grâce à la libération de Florence. Les années qui suivent sont marquées par une idée de renaissance dans une ville gouvernée par une classe politique nouvelle profondément liée à la société locale en plein renouvellement. En témoignent les interventions présentées lors du cinquantenaire de l’Institut, par exemple celui de l’ex directeur Pierre Ronzy : « Je songe à un vers de Pierre de Nolhac : « Ma jeunesse est là-bas vers le Tibre romain ! ». La mienne et aussi mon âge mûr sont restés là-bas vers l’Arno toscan, dans cet Institut qui va maintenant commencer son deuxième demi-siècle d’existence en cette Florence accueillante et belle ».

### L’institut dans la République italienne
Conférences, présentations, débats, spectacles, projections : de multiples initiatives ont accompagné l’histoire de l’institut et ont vu la visite de nombreuses personnalités des Arts et Lettres de la culture française, italienne et francophone sur la scène florentine. De la liste « 100 ans, 100 artistes » créée à l'occasion du centenaire de l'institut, on citera par exemple les écrivains et poètes Tahar Ben Jelloun, Paul Éluard, Mario Luzi, Eugenio Montale, Daniel Pennac, Alain Robbe-Grillet et Nathalie Sarraute les hommes et femmes de cinéma et de théâtre René Clair, Francesca Comencini, Catherine Deneuve, Eugène Ionesco, Louis Jouvet, Jeanne Moreau et Madeleine Renaud ou encore les philosophes Edgar Morin et Michel Serres.
Au rez-de-chaussée du Palais Lenzi, place Ognissanti 1, se trouve depuis 1982 la Librairie française de Florence. En collaboration avec l’Institut, elle se donne « pour objectif ambitieux de conjuguer l’atmosphère d’une librairie parisienne avec les exigences d’une clientèle variée et en constante évolution. ».
En 2000, l’Association les Amis de l’Institut français de Florence voit le jour. Elle se place dans la continuité de l’association homonyme fondée à Paris le 19 juin 1908. La présidente est Maria Luisa Premuda, professeur de Langue française à l’Université de Florence. Le vice-président est Marco Lombardi, professeur d’Histoire de la littérature française et d’Histoire du théâtre français dans la même université.

### La bibliothèque médiathèque de l'Institut

#### La création et la constitution du fonds
La bibliothèque de l’IFF est née en même temps que l’Institut, en 1907. Sa vocation initiale était de type universitaire et ses collections, en partie nées d’une donation de l’Université de Grenoble et accrues au fil du temps par une politique d’acquisition comprenaient des fonds anciens (environ 500 ouvrages publiés entre le XVIe et le XVIIIe siècle), une section d’histoire de l’art (et en particulier de la musique), une section consacrée à la littérature italienne et destinée aux agrégatifs, doctorants et chercheurs français venant parachever leur cursus en Italie, et en miroir, une section consacrée à la littérature française destinées aux spécialistes italiens, enfin une section de périodiques (environ 450 abonnements ont été archivés à la bibliothèque, traçant un parcours à travers près de deux siècles d’histoire des idées). En 1958, le professeur Carlo Pellegrini la qualifie de « plus importante bibliothèque pour les études françaises en Italie ».
Bénéficiaire de nombreuses donations au cours de son histoire, la bibliothèque de l’IFF a dû se défaire au fil du temps de certains de ses fonds afin d’être en meilleure adéquation avec son public.

#### L'accueil des fonds français dans les bibliothèques Toscanes

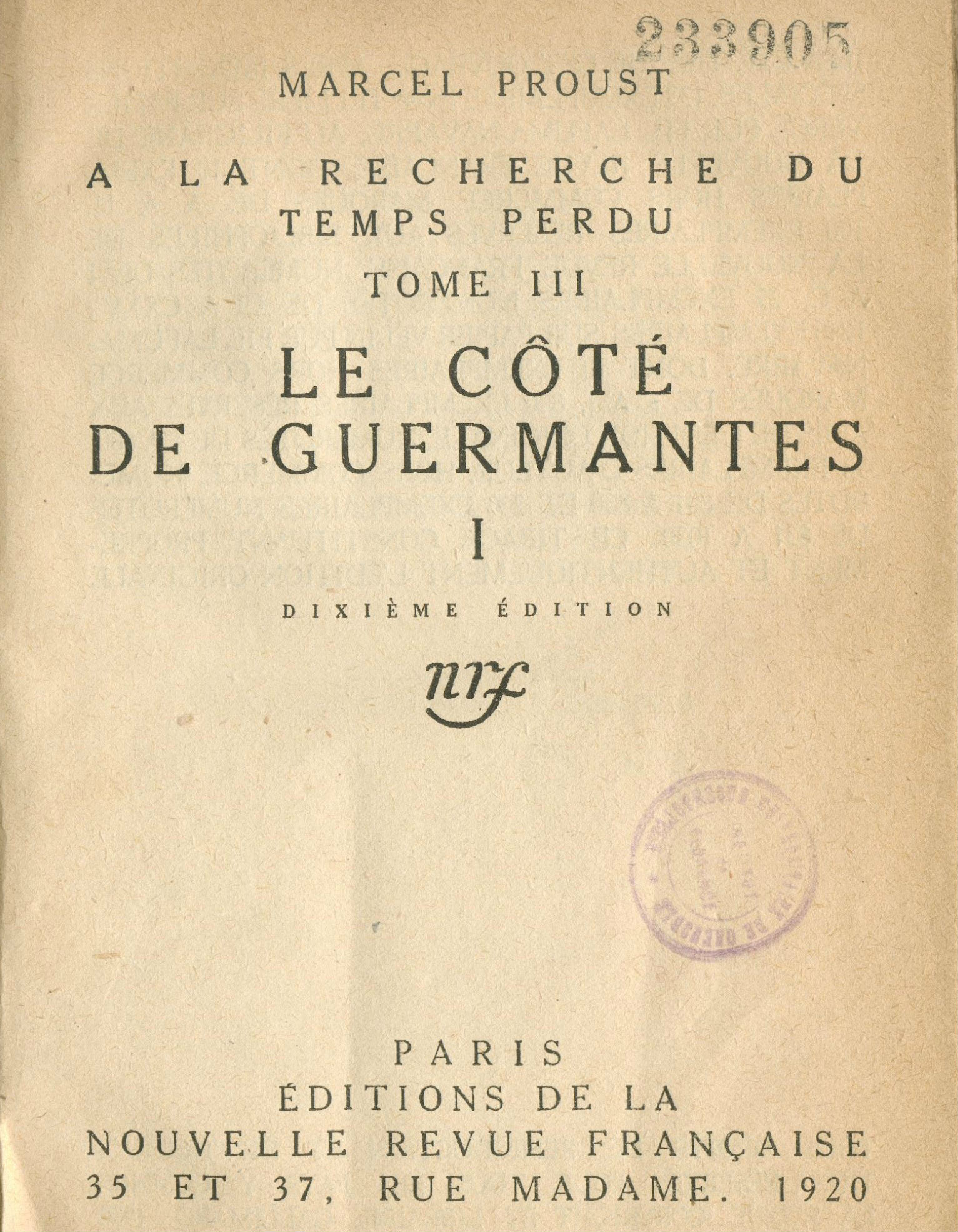
Couverture de l'édition originale de la NRF du tome I de Le Côté de Guermantes de Marcel Proust en 1920 - Fonds de la bibliothèque de l'Institut.

En 2004, alors que la bibliothèque comprenait près de 60 000 documents, l’État français, en vue d’une rationalisation des dépenses publiques, a souhaité se défaire d’une partie des espaces de l’Institut. Le bâtiment qui était alors constitué de deux palais réunis au XVIIIe siècle a retrouvé sa structure initiale du Quattrocento : le Palazzo Lenzi situé sur la place Ognissanti a été maintenu tandis que le Palazzo Frescobaldi, situé à l’arrière du premier, a été vendu. Les réserves de la bibliothèque étant à l’époque dans leur quasi-totalité situées dans les locaux mis en vente et la mission – et le public – des médiathèques françaises ayant notablement évolué, l’IFF a dû repenser l’organisation de ses collections.
Les collections ont été orientées vers des thématiques contemporaines destinées à un public plus large (art, débat d’idée, littérature contemporaine, cinéma). Comme par ailleurs, l’institut souhaitait pouvoir maintenir l’accès des sections anciennes et spécialisées au public des chercheurs et des amateurs de la Toscane, la solution fut de déposer une partie des fonds ancien auprès de bibliothèques locales.
Grâce au concours de l’association des Amis de l’Institut français de Florence, des partenariats avec des institutions locales ont permis de déplacer les collections anciennes vers des bibliothèques italiennes à vocation de conservation et un catalogue collectif a pu voir le jour permettant aux collections de l’IFF de conserver et même d'accroître leur visibilité en Italie.
Le principal dépôt se trouve à la Bibliothèque Lazzerini de Prato, d’autres parties des collections ont ensuite été réparties en 2009 en fonction de leurs spécificités vers d’autres bibliothèques locales : les bibliothèques Forteguerriana et San Giorgio  de Pistoia, la bibliothèque du Cabinet Vieusseux à Florence, la bibliothèque de Montale et la bibliothèque du lycée Gramsci Keynes de Prato.

#### La nouvelle répartition des collections situées à l'Institut
En 2015, des travaux de modernisation des espaces de l’IFF ont été réalisés et les collections, renouvelées à cette occasion, ont été divisées en deux parties : les livres patrimoniaux, anciens et rares ainsi que les ouvrages destinés aux chercheurs ont été regroupés au premier étage dans les espaces de la bibliothèque d’origine, et sont désormais accessibles sur réservation.
Les collections récentes occupent à présent les salles du rez-de-chaussée du palais dans une nouvelle médiathèque, ouvrant sur la place Ognissanti. Outre la bibliothèque de l’apprenant en langue française (une sélection de livres en fonction du niveau de compétence linguistique, projet commun aux médiathèques des instituts français dans le monde), deux nouvelles sections ont été créées : jeunesse et bande dessinée.

### Le cinéma français et l'Institut
L'IFF a mis en avant et fait découvrir le cinéma français au public florentin en projetant des films français dans son théâtre dès le début des années 1960 puis en étant à l'origine du festival France Cinéma et de son successeur le festival France Odéon.

#### Le festival France Cinéma
Le festival France Cinéma est né en 1986 sous l'impulsion de Daniel Arasse, alors directeur de l'Institut, qui en confia la direction à Aldo Tassone et Françoise Pieri. Avec vingt-trois éditions, de 1986 à 2008, il est le plus long et le plus important festival cinématographique italien consacré au cinéma français.
Chaque édition donnait lieu à un concours avec remise de prix, une rétrospective ainsi que des conférences et rencontres entre auteurs, acteurs, critiques et professionnels du cinéma français et italien. En 1992, la rétrospective fut consacrée à Maurice Pialat qui affirma qu'elle était « la première monographie sérieuse jamais dédiée à son œuvre ». Soirées d'inauguration, débats, rencontres et projections furent donnés à l'Institut qui participait au budget, à la sélection des films et éditait le catalogue du festival.

#### Le festival France Odéon
En 2009, c'est le festival France Odéon de Francesco Ranieri Martinotti qui a repris le flambeau. En partenariat avec l'Institut mais aussi l'Ambassade de France en Italie et la région Toscane, le festival propose, fin octobre, une sélection de films français et francophones projetés dans les salles de la ville comme le Cinéma Odeon, le Cinéma La Compania et le théâtre de l'Institut.
Depuis 2014, France Odéon organise également chaque mois de juin l'événement « Cannes a Firenze » qui propose en avant-première, dans les salles florentines, une sélection d'une vingtaine de films issus de dernier Festival de Cannes.

### Un institut culturel auXXIesiècle
« Un arrêt de métro parisien dans le centre de Florence », c’est l’image de l’institut donnée par son équipe au début du XXIe siècle  ; elle rappelle le lien étroit et ancien entre la ville toscane et la capitale française. Cette proximité historique, longue de plus d’un siècle, est en passe d’être renouvelée à l’heure d’Internet, des nouvelles technologies, des étudiants Erasmus et des réseaux sociaux. Cent dix ans après sa fondation, grâce aux cours de français dispensés, l’Institut garantit et consolide la continuité de son fonctionnement. La médiathèque, rénovée en 2016 et située au rez-de-chaussée, est un instrument moderne de formation et d’information. Son point fort est son lien avec les écoles et les universités toscanes. Elle est dirigée par Justine Grou-Radenez.
Dernièrement, l’IFF a œuvré pour la francophonie, en collaborant avec le Festival au Désert ou en soutenant les communautés étrangères francophones présentes en Toscane.
Depuis qu’Isabelle Mallez en est la directrice, le 14 juillet est fêté à Florence avec des bals et des concerts en plein air, sur la place Ognissanti, devant l’Institut. On se souviendra de l'édition 2016 brutalement interrompue par les nouvelles de l'attentat de Nice.
Le Palazzo Lenzi accueille également le consulat honoraire de France à Florence. Consul et direction de l'institut sont confiés, depuis 2002, à une seule et même personne.

## Activités et missions

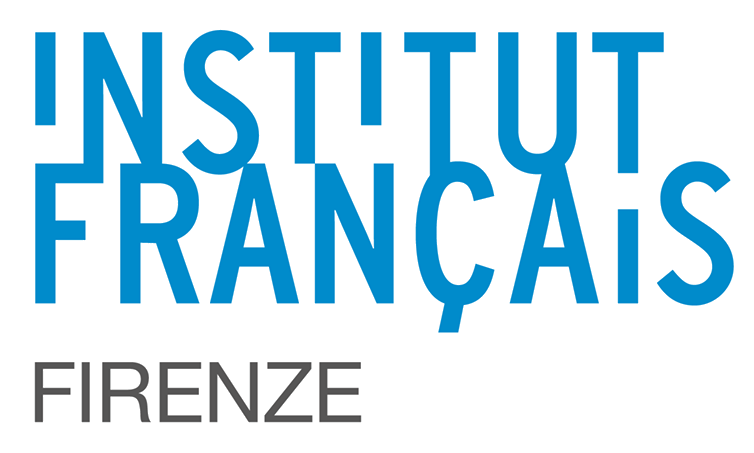
Le nouveau visuel de l'Institut en 2012.

L’Institut français de  Florence est aujourd’hui une antenne de l’Institut français Italia, né le 1er janvier 2012 du regroupement du service de coopération et d’action culturelle de l’Ambassade de France en Italie (SCAC) et du bureau de coopération linguistique et artistique (BCLA). Sa mission est de renforcer, dans tous les domaines, les relations et les échanges entre la France et l’Italie et de continuer à diffuser et promouvoir la culture française en Italie. Les orientations et objectifs prioritaires  de l’IFF, dans le cadre du projet global de l’Institut français d’Italie (IFI), visent à en faire un centre de rayonnement intellectuel, couvrant les divers aspects de la coopération :
- universitaire : partenariats avec les universités toscanes, les centres de recherche et l’université européenne basée à Fiesole, augmentation de la mobilité des étudiants et des chercheurs ;
- artistique : soutien à la création contemporaine par la promotion des productions françaises sur la scène artistique toscane, partenariat avec les institutions locales et les festivals, notamment dans le domaine du cinéma et des arts vivants -plus particulièrement pour la danse, avec le soutien de partenaires privés italiens et français ;
- culturelle : développement des échanges entre les professionnels et collaboration pour le patrimoine (y compris architecture des paysages) et les musées ;
- linguistique et éducative : promotion de la langue française (cours dispensés in situ, ressources en ligne de l’Institut français de Paris).

## Administration

### Directeurs de l'Institut français de Florence
- Julien Luchaire (1908-1920)
- Gustave Soulier (1920-1921)
- Henri Graillot (1921-1938)
- Pierre Ronzy (1938-1954)
- Guy Tosi (1954-1962)
- Jean-René Vieillefond (1962-1969)
- Jacques Mettra (1969-1977)
- Bernard Poli (1977-1982)
- Daniel Arasse (1982-1989) à l'initiative du festival France Cinéma[60]
- Noëlle Chatelet (1989-1991)
- Michel Pierre (1991-1996)
- François Roche (1996-2000)
- Jérôme Bloch (2001-2005)
- Bernard-Claude Micaud (2005-2009)
- Anita Dolfus (2009-2011)
- Anne Rabeyroux (2011-2013)
- Isabelle Mallez (2013-2018)
- Manon Hansemann (2018-2022)
- Guillaume Rousson (2023-)

### Autres membres
- Émile Bertaux (1909), directeur d’études de la section d’histoire de l’art
- Henri Bosco (1909-1911), étudiant boursier de l'Université de Grenoble préparant l'agrégation[33]
- Louis Chadourne (1910), secrétaire
- Romain Rolland (1911), directeur de la section musicale
- Benjamin Crémieux (1911-1914), responsable de l'Office d’information, de relations et d’échanges
- Paul-Marie Masson, professeur et fondateur de l'Institut français de Naples
- Augustin Renaudet, pensionnaire
- Jean Alazard, professeur
- Pierre Jourda, chargé de conférences
- Henri Bédarida, professeur de littérature italienne
- Jean Seznec, lecteur et vice-directeur en 1938
- Gaëtan Picon (1954-1955), professeur de littérature
- Philippe Renard, professeur de littérature italienne
- Yves Renouard, professeur d'histoire
- Georges Londeix (1963-1969), professeur

### Livres
- Julien Luchaire, Inauguration de l'Institut français de Florence, Grenoble, Imprimerie Allier Frères, 1908 (lire sur Wikisource).

- Université de Grenoble, Commémoration du cinquantenaire de l'Institut français de Florence : 1908-1959, Grenoble, Université de Grenoble, 1963.
- Julien Luchaire, Confession d’un français moyen, Florence, Leo S. Olschki, 1965 (ISBN 978-88-222-1798-1).
- Isabelle Renard, L'Institut français de Florence (1900-1920) : Un épisode des relations franco-italiennes au début du XXe siècle, vol. VIII, t. 22, Rome, coll. « Collection de l'École française de Rome », 2001, 501 p. (ISBN 978-2-7283-0579-7). .
- (fr + it) Maurizio Bossi (dir.), Marco Lombardi (dir.) et Raphaël Muller (dir.), La cultura francese in Italia all’inizio del XX secolo : L’Istituto Francese di Firenze, t. 19 (Atti del Convegno per il centenario (1907-2007)), Florence, Leo S. Olschki, coll. « Gabinetto Scientifico Letterario G.P. Vieusseux », 2010, 238 p. (ISBN 978-88-222-5952-3). .

### Thèses universitaires
- Isabelle Renard, Présence culturelle de la France en Italie : l'Institut français de Florence, 1900-1920 (Thèse de doctorat en Histoire, dir. Daniel Grange), Grenoble, Université Pierre-Mendès-France - Grenoble, 1997.
- (it) Elisa Sanna, L'Istituto francese di Firenze tra le due guerre mondiali 1920-1938 (Corso di Laurea in Scienze Storiche, dir. Roberto Bianchi), Florence, Università degli Studi di Firenze, 2015.
- (it) Claudia Terilli, Giovani e politica tra Grande Guerra e dopoguerra : la Lega latina della gioventù (Corso di Laurea in Scienze Storiche, dir. Roberto Bianchi), Florence, Università degli Studi di Firenze, 2016.

### Articles
- Isabelle Renard, « À l’origine des instituts culturels français à l’étranger : L’Institut français de Florence au début du XXe siècle », Mélanges de l'École française de Rome, vol. 114, no 1,‎ 2002, p. 89-101 (lire en ligne, consulté le 2 novembre 2017).
- (it) Isabelle Renard (trad. Filippo Martellucci), « « Il Grenoble » : Il primo istituto francese al mondo », Antologia Vieusseux, vol. VIII, no 22,‎ 2002, p. 35-73 (lire en ligne, consulté le 29 septembre 2017).
- (it) Roberto Bianchi, « L’Istituto Francese di Firenze all’inizio del Novecento », Antologia Vieusseux, vol. 17, nos 46-47,‎ 2011, p. 167-172 (lire en ligne, consulté le 29 septembre 2017).
- (it) Marco Lombardi, « 27 aprile 1908: inaugurazione dell’Istituto Francese di Firenze », Portale Storia di Firenze,‎ 2014 (lire en ligne, consulté le 29 septembre 2017).